# 大矢兼臣
大矢 兼臣（おおや かねおみ、1934年6月23日 - ）は、日本の男性俳優、声優。

## 来歴
東京都出身。東京都立八潮高等学校、明治学院大学卒業。劇団15人会、1956年に劇団文化座に入団し、1963年に劇団群像座に移る。1965年1月の時点では同劇団の代表。2012年2月まで東京俳優生活協同組合に所属していた。

## 人物
声域はハイバリトン。方言は名古屋弁。特技は三味線、新内浄瑠璃、櫓（和船）。趣味は水泳、卓球。

## 出演（俳優）

### テレビドラマ
- ウルトラシリーズ（円谷プロ）
  - ウルトラセブン 第1話「姿なき挑戦者」（1967年、TBS） - 検問の警察官 ※ノンクレジット
  - ウルトラマンタロウ 第15話「青い狐火の少女」（1973年、TBS） - 狐火を目撃した男 ※ノンクレジット
  - ウルトラマン80 第11話「恐怖のガスパニック」（1980年、TBS） - 天然ガス貯蔵基地課長
  - ウルトラマンティガ 第32話「ゼルダポイントの攻防」（1997年、MBS） - 谷口医師
- 戦え! マイティジャック 第8話「地獄へ行って笑え!」（1968年、CX / 円谷プロ） - 金塊ブローカー
- 怪奇大作戦 第8話「光る通り魔」（1968年、TBS / 円谷プロ） - 警視庁鑑識課係員 ※ノンクレジット
- 進め!青春 第11話「勝利者」（1968年、NTV）
- プレイガール 第80話「女をひと皮むいたとき」（1970年、12ch）
- 快傑ライオン丸 第2話「倒せ!! 怪人ヤマワロ童子」（1972年、CX） - 村人
- サンダーマスク 第17話「地球の油を吸いつくせ」（1972年、NTV） - ガソリンスタンド店員
- ロボット刑事 第11話「バドー基地の秘密!!」（1973年、CX） - 平林イサムの父親
- 火曜日の女シリーズ 「いとこ同志」（1972年、NTV）
- 土曜日の女シリーズ「女子高校生殺人事件」（1974年、NTV / ユニオン映画）
- 走れ!ケー100 第48話「機関車は薩摩隼人でごわす」（1974年、TBS）
- 日本沈没 第8話「怒りの濁流」、第9話「海底洞窟の謎」（1974年、TBS） - D計画職員 ※ノンクレジット
- 俺たちの勲章 第5話「人質」（1975年、NTV）
- 太陽にほえろ!（NTV）
  - 第149話「七曲藤堂一家」（1975年） - 城北署刑事
  - 第259話「怪物」（1977年） - 債権者
  - 第294話「逮捕」（1978年） - 丸の内商事社員
  - 第303話「お人好し」（1978年） -　城東銀行原宿支店経理課員
  - 第311話「ある運命」（1978年） - 東邦モーターズ社長
  - 第328話「待ち合わせ」（1978年） - 119番通報した男
  - 第346話「華麗なる証人」（1979年） - 中道社長
  - 第357話「犯罪スケジュール」（1979年） - 鈴木
  - 第371話「愛するもののために」（1979年） - 医師
  - 第383話「兄貴」（1979年） - 中野医院院長
  - 第406話「島刑事よ、さようなら」（1980年） - 岩本課長
  - 第414話「島刑事よ、永遠に」（1980年）
  - 第444話「ドック刑事のシアワセな日」（1981年） - 救急隊員
  - 第446話「光る紙幣」（1981年） - 中部
  - 第453話「俺を撃て! 山さん」（1981年） - 東洋テレビ職員
  - 第458話「おやじの海」（1981年） - 天野真一
  - 第461話「ドックのつぶやき」（1981年） - 菊池外科病院医師
  - 第471話「山さんに任せろ!」（1981年） - 城北署捜査係長
  - 第482話「ラッサ熱」（1981年） -　八雲商事人事課長 ※ノンクレジット
  - 第487話「ケガの功名」（1981年） - 医師 ※ノンクレジット
  - 第494話「ジプシー刑事登場!」（1982年） - 美彩堂幹部
  - 第522話「ドックとボギー」（1982年） - 文京大学事務長
  - 第526話「井川刑事着任!」（1982年）
  - 第539話「襲撃」（1983年） - 塚本秘書
  - 第559話「マザー・グース」（1983年） - 宝石店店主 ※ノンクレジット
  - 第568話「悲しい汗」（1983年） - 協北商事名古屋支社副社長
  - 第587話「殺人広告」（1984年） - 人事課長
  - 第597話「戦士よさらば・ボギー最後の日」（1984年） - 交通課署員
  - 第608話「パリに消ゆ」（1984年） - 仁科医院事務長
  - 第624話「張り込み」（1984年） - サラリーマン風の男
  - 第637話「模擬訓練」（1985年） - 井上（宝石店店長）
  - 第682話「揺れる生命」（1986年） - 城南商事重役
  - 第703話「加奈子」（1986年） - 東都大学心理学研究室助教授
  - 第714話「赤ちゃん」（1986年） - 宮坂医院医師
- スーパー戦隊シリーズ（NET→ANB / 東映）
  - 秘密戦隊ゴレンジャー
    - 第34話「黄色いスパイ戦! 見たかYTCの威力」（1975年） - イーグル科学者
    - 第53話「赤いホームラン王! 必殺の背番号1」（1976年） - 刑務所の医師

  - ジャッカー電撃隊 第35話「大勝利!さらばジャッカー」（1977年） - 医師
  - 電子戦隊デンジマン 第11話「いのち泥棒を追え」（1980年） - 医師 ※大矢謙臣と誤記
  - 大戦隊ゴーグルファイブ 第15話「甦る悪魔の大元帥」（1982年） - 未来科学研究所医師
  - 未来戦隊タイムレンジャー（2000年）
    - 第2話「見えない未来」、第42話「破壊の堕天使」 - 第44話「時への反逆」 - 役員 ※第2話は役名未表記

  - 爆竜戦隊アバレンジャー 第22話「娘たちのアバレ歌」、第23話「アバレ電波ドギューン!」（2003年） - テレビ夕焼け社長
- アクマイザー3 第20話「なぜだ?! ザビタンの秘密能力」（1976年、NET） - アナウンサー
- ザ・カゲスター 第17話「恐怖の殺人鬼 ハエドブラ作戦!」（1976年、NET） - 北東京薬物研究所所員 ※ノンクレジット
- 大都会シリーズ（NTV）
  - 大都会 闘いの日々 第27話「雨だれ」（1976年）
  - 大都会 PARTII（1977年）
    - 第31話「殺人計画No.4」
    - 第37話「銀行ギャング徳吉」

  - 大都会 PARTIII 第7話「逃亡の滑走路」（1978年）
- 大河ドラマ（NHK）
  - 風と雲と虹と 第48話「坂東独立」（1976年） - 上野介
  - 花神 第14話「あとを継ぐもの」（1977年） - 幕吏
  - 峠の群像（1982年） - 公卿
  - 山河燃ゆ（1984年）
  - 春の波涛（1985年） - 支店長
  - 太平記（1991年） - 権ノ太夫
  - 信長 KING OF ZIPANGU 第14話「桶狭間の戦い（後）」（1992年）
  - 葵 徳川三代（2000年） - 皆川広照
- 非情のライセンス 第2シリーズ 第111話「破局」（1976年、NET） - 支店長
- 伝七捕物帳 第114話「鳩笛恨み唄」（1976年、NTV） - 番頭
- 新五捕物帳（1977年、NTV） - 谷田
- 気まぐれ天使 第31話「赤い夕陽にピンクの風」（1977年、NTV / ユニオン映画） - ポルノ雑誌編集者
- ロボット110番 第23話「五円玉の幸福」（1977年、ANB / 東映） - 五円玉を探させた男
- 少年ドラマシリーズ / その町を消せ!（1978年、NHK） - 井上秀彦
- スパイダーマン 第2話「怪奇の世界! 宿命に生きる男」（1978年、12ch） - 刑事A
- 俺たちは天使だ! 第9話「運が悪けりゃワンパターン」（1979年、NTV） - 保険会社幹部
- 江戸の激斗（1979年、CX）
  - 第6話「泣くな! 新八郎友を斬れ」
  - 第19話「囮・危険な取引き」
- 風の隼人（1979年、NHK） - 山田一郎左衛門
- Gメン'75（TBS / 東映）
  - 第200話「大空港の幽霊」（1979年） - 医師
  - 第251話「Gメン対エーゲ海の骸骨」（1980年）
  - 第296話「雪の夜 悪魔が生んだ赤ん坊」（1981年）
  - 第302話「露天風呂に浮かんだ白い死体」（1981年） - 鑑識課長
- 大空港 第60話「襲撃! 空港特捜車を爆破しろ!!」（1979年、CX） - 検察官
- 土曜ワイド劇場（ANB）
  - 帝銀事件 大量殺人・獄中32年の死刑囚（1980年）
  - 日舞名門 家元相続殺人事件!（2002年5月4日）
- 西遊記 パート2 第17話「泣くな八戒! 瞳の中の愛」（1980年、NTV / 国際放映）
- ぼくら野球探偵団 第3話「クイズ番組を守れ」（1980年、12ch / 円谷プロ） - 杉原
- 大捜査線→大捜査線シリーズ 追跡（1980年、CX）
  - 第24話「青春の光と影」
  - 第32話「千枚通しの青春」
- 噂の刑事トミーとマツ 第1シリーズ 第52話「アッ! マツがトミーを射殺した?」（1980年、TBS）
- ザ・ハングマンシリーズ（ABC / 松竹）
  - ザ・ハングマン 第29話「爆発サイクリング」（1981年） - 警察官
  - ザ・ハングマン4 第21話「美人秘書の（秘）情報が連続殺人を生む!」（1985年）
  - ザ・ハングマンV 第3話「不倫がフォーカスされる!!」（1986年）
- 大江戸捜査網（TX / 三船プロ）
  - 第517話「白い肌に咲く牡丹の刺青」（1981年） - 池谷左馬之助
  - 第587話「八百屋お七・魔性の肌が燃える」（1983年）
- 特捜最前線（ANB / 東映）
  - 第227話「警視庁を煙にまく男!」（1981年）
  - 第235話「少女売春・夢を掘る男!」（1981年）
  - 第248話「殺人クイズ招待状!」（1982年）
  - 第263話「痴漢になった老刑事!」（1982年）
  - 第274話「恐怖の診察台!」（1982年）
  - 第312話「車椅子のマラソンランナー!」（1983年）
  - 第323話「二人の夫を持つ女!」（1983年）
  - 第342話「離婚届を持つ刑事!」（1983年）
  - 第360話「哀・弾丸・愛II 7人の刑事たち」（1984年）
  - 第374話「真夜中の殺人エレベーター!」（1984年）
  - 第394話「レイプ・白いハンカチの秘密!」（1984年）
  - 第424話「渓谷に消えた女秘書!」（1985年）
  - 第447話「約束・消えた女囚!」（1986年）
  - 第477話「浅草偽装心中・姉を殺した女スリ!?」（1986年）
- 土曜グランド劇場→土曜ドラマ（NTV）
  - 事件記者チャボ!
    - 第7話「チャボが結婚詐欺!? 冗談でしょう」（1983年） - 神野
    - 第18話「春です!! 通り魔がでたぁー?」（1984年） - TV司会者

  - バーチャルガール（2000年）
- 連続テレビ小説 / おしん（1983年、NHK）　- 立原
- 木曜ゴールデンドラマ / 松本清張の喪失（1983年、YTV）
- 仮面ライダーシリーズ（MBS / 東映）
  - 10号誕生!仮面ライダー全員集合!!（1984年） - 伊藤博士
  - 仮面ライダーBLACK 第28話「地獄へ誘う黄金虫」（1988年） - オオガネムシを飼っていた父親
- スチュワーデス物語 第21話「恋のゆくえ!!」（1984年、TBS） - 総合最終再試験試験官
- 宇宙刑事シャイダー 第20話「不思議ソング」（1984年、ANB） - 高村教授
- 西部警察 PART-III 第53話「眼には眼を」（1984年、ANB） - 黒川管理部長
- スクール☆ウォーズ 第5話「最後の闘魂」（1984年、TBS）
- 火曜サスペンス劇場（NTV）
  - 松本清張スペシャル・一年半待て（1984年、松竹）
  - 松本清張スペシャル・やさしい地方（1988年、松竹）
- ジャングルシリーズ（NTV）
  - ジャングル（1987年）
    - 第14話「追跡! 爆破魔」
    - 第32話「四時間の空白」

  - NEWジャングル 第23話「瀬戸大橋・忍ぶ愛」（1988年、NTV）
- おもいっきり探偵団 覇悪怒組 第40話「辛切警部のある決断!」（1987年、CX）
- 空と海をこえて（1989年、TBS）
- 木曜劇場 / 過ぎし日のセレナーデ（1989年、CX）
- 代表取締役刑事 第16話「泥棒日記」（1991年、ANB）
- さすらい刑事旅情編（1992年、ANB）
  - さすらい刑事旅情編IV 第20話「喪服の女・雪山に消えた殺人者」
  - さすらい刑事旅情編V 第4話「特急さざなみ4号・セクハラに勝った女」
- 素顔のままで（1992年、CX）
- 悪女（1992年、NTV / YTV）
- ダブル・キッチン 第7話「嫁姑ガマンの限界」（1993年、TBS）
- 金曜エンタテイメント（CX）
  - 総務課長戦場を行く!（1994年）
  - 年の差カップル刑事 第2作「お嬢さんを私に下さい」（2001年）
- はぐれ刑事純情派（ANB）
  - 第7シリーズ 第20話「襲われたバスガイド・偽りの証言」（1994年）
  - 第12シリーズ 第17話「5分間だけの新婚旅行!? 説教する女!」（1999年）
  - 2003年スペシャル 「東京-稚内-礼文島 北の最果て宗谷岬、それぞれの旅立ちさよなら、三波主任!」（2003年）
- ゆずれない夜（1996年、KTV）
- 超光戦士シャンゼリオン 第14話「サヨナラ、朱美」（1996年、TX） - 老人ホーム長
- 水曜ドラマ（NTV）
  - 夜逃げ屋本舗（1999年）
  - anego 第6話「甘い生活…悲願の昇進試験! 師は年下男」（2005年）
- はみだし刑事情熱系（ANB）
  - PART1 第15話「死体と寝ていた女」（1997年）
  - PART4 第10話「疑惑の強盗爆弾犯!? 兵吾の過去を知る男」（1999年）
  - PART5 第19話「身代金を運ぶサギ師 涙の大芝居」（2001年）
- 生放送はとまらない!（2003年10月10日、EX）
- 超星艦隊セイザーX 第2話「燃えろ! グレートライオ」（2005年、TX） - 社長

### 映画
- 雪の断章 -情熱-（1985年） - 那波孝三
- 国会へ行こう!（1993年）
- 借王 ナニワ相場師伝説（1999年）

## 出演（声優）

### テレビアニメ
1969年
- 佐武と市捕物控

1976年
- 母をたずねて三千里

1978年
- ペリーヌ物語

1980年
- 伝説巨神イデオン（船長）
- トム・ソーヤーの冒険（マスターソン博士、裁判官）

1981年
- 名犬ジョリィ（庭師アマディオ）

1987年
- エスパー魔美（1987年 - 1988年、老人、パパの同級生A）
- シティーハンター（土屋、社長）

1988年
- 美味しんぼ（1988年 - 1990年、客A、老店主、大上野）

1989年
- YAWARA! a fasionable Judo Girl!（1991年 - 1992年、児玉、ミニーハウス、山本）

1993年
- 機動戦士Vガンダム（フォンセ・カガチ）

1999年
- 週刊ストーリーランド（1999年 - 2000年、小野光雄、寺田康雄）

2001年
- Z.O.E Dolores, i（運搬カウンターの親父）

2003年
- 名探偵コナン（内藤定平）

### OVA
- SDガンダム外伝III アルガス騎士団（1989年、家老ウォン）
- 装甲騎兵ボトムズ ペールゼン・ファイルズ（2007年、ユーグント）

### 劇場アニメ
- 機動戦士ガンダムII 哀・戦士編（1981年、士官A）
- 名探偵コナン 天空の難破船（2010年、宇野忠義[10]）

### ゲーム
- テイルズ オブ ジ アビス（2005年、モース）
- SDガンダム GGENERATION SPIRITS（2007年、フォンセ・カガチ）

### ドラマCD
- テイルズ オブ ジ アビス VOL.2.3（モース）

### ラジオドラマ
- 未来少年コナン（1979年、オールナイトニッポン）

### 吹き替え

#### 映画
- キャラバン

#### ドラマ
- アウター・リミッツ（クロモ星人）
- タイムマシーンにお願い

#### 人形劇
- サンダーバード（バローズ副管制官）

### 特撮
- 宇宙刑事ギャバン（ダブルマン・ヒドラの声）
- ぐるぐるメダマン（デブショウの声）
- 流星人間ゾーン（レッドガロガの声）

### その他コンテンツ
- ニュードキュメンタリードラマ昭和 松本清張事件にせまる 第25回「総理大臣の椅子」（1984年、ANB / 東映）※声の出演
- 3か月英会話（1997年、ETV） - 大矢さん